# Sloboda
Il termine sloboda (in russo слобода?) è utilizzato per indicare un particolare tipo di insediamento nella storia di Russia, Bielorussia e Ucraina. Il nome deriva dal termine "libertà" in varie lingue slave e può quindi essere approssimativamente tradotto come "insediamento libero". 

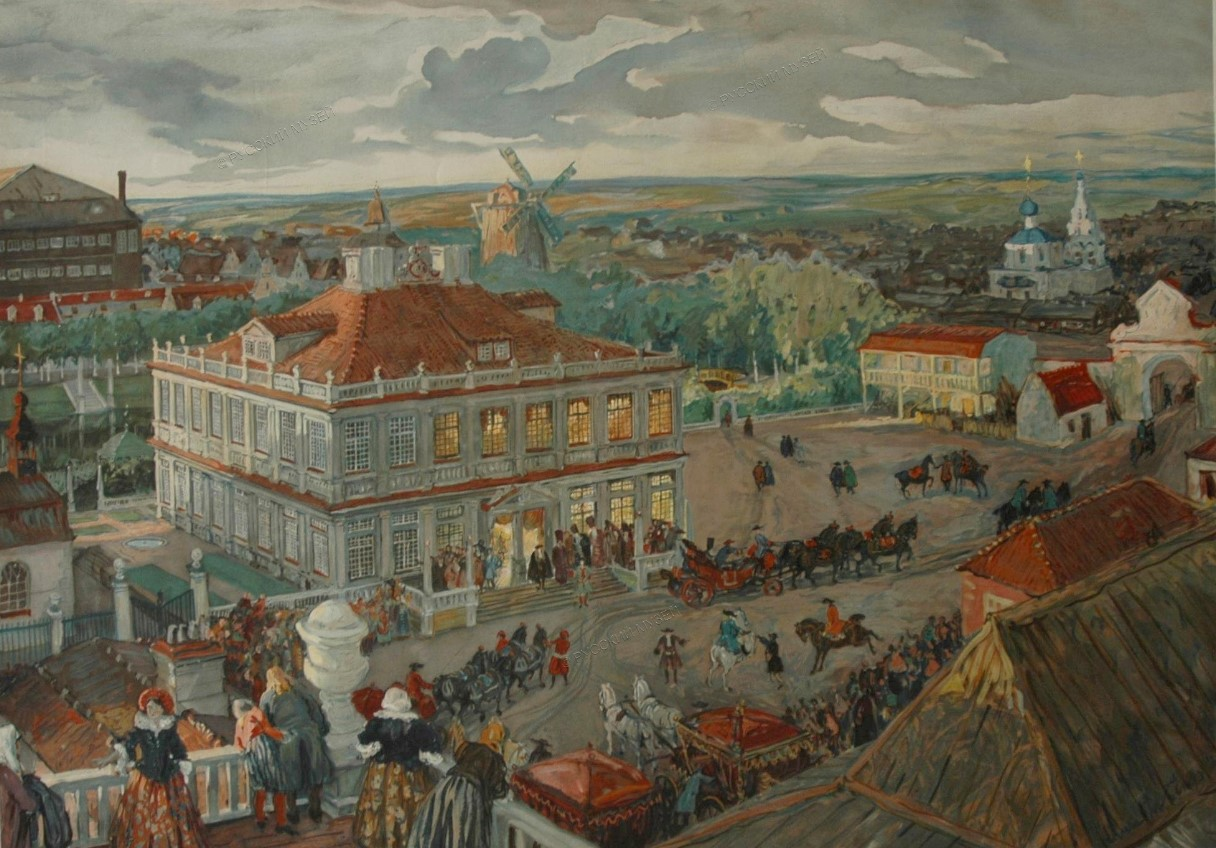
Sloboda tedesca, Mosca, XVII secolo

Lo status della sloboda è variato a seconda del periodo e del territorio. Inizialmente gli abitanti di questo particolare centro erano per varie ragioni "liberi" da ogni sorta di tasse e balzelli, da cui il nome.
Molte slobode erano site nelle terre appena colonizzate, in particolare, dai cosacchi e l'esenzione dai tributi aveva appunto il fine di incentivarne la colonizzazione. Altre slobode erano parti integranti di città ed obbedivano allo scopo di stimolare gli investimenti esteri e l'immigrazione nel territorio (famosa a questo proposito è la sloboda tedesca a Mosca).
Dalla prima metà del XVIII secolo tale privilegio fu abolito e le slobode diventarono ordinari villaggi, shtetl, quartieri e periferie.
Tale termine è tutt'oggi presente nei nomi di vari insediamenti e quartieri cittadini, alcuni dei quali sono nominati semplicemente: sloboda, slobodka (diminutivo), slabodka, slobidka (ucraino).
Simili insediamenti furono presenti anche in Valacchia e Moldavia, da cui i nomi slobozie/slobozia.